# Jean-François Marie
Jean-François Marie, sieur de la Colinière (surnommé Brutus) est un révolutionnaire français, né le 9 mai 1749 à Juvigné, tué par les chouans dans les landes de Fossavie lors de la bataille de Juvigné  vers le 3 mai 1796, membre du Tribunal révolutionnaire de la Mayenne. 

## Biographie
Jean-François Marie obtient provisions de Honoré III, prince de Monaco, le 1er avril 1783. Il est reçu à la barre ducale de Mayenne le 8 avril suivant. Il est notaire à la Croixille et à la juridiction de Notre-Dame de Montautour en Ille-et-Vilaine.
Pendant la Révolution française, il devient  maire  de  La  Croixille, et commandant de la garde nationale de Juvigné. Il obtient le 16 décembre 1792 du conseil général de la commune de La Croixille un certificat de civisme. 
Aux termes du décret de levées militaires du 24 février 1793, Jean Sauvé, maire de Bourgon, est nommé commissaire de recrutement du district. Il se trouvait à ce titre, le 16 mars, à la Croixille ; il s'entendit alors avec Jean-François Marie pour faire arrêter le sieur François Toulon. 
Il est en décembre 1793, notaire à La Croixille et juge de paix du canton de Juvigné. Il est désigné comme « la terreur et l'effroi du canton ».
Ultra-jacobin, il est nommé membre de la Commission militaire révolutionnaire du département de la Mayenne par les Représentants. Il en fut pour l'Abbé Angot « le juge le plus forcené, et n'eut que Jean-Baptiste Volcler, accusateur public, comme rival en scélératesse ». Pendant les opérations du tribunal révolutionnaire, aux environs du 23 pluviôse, Jean-François Marie est inopinément enlevé par 14 soldats républicains envoyés de Granville, pour se saisir de sa personne. Son absence semble ralentir la fureur des autres commissaires; ils semblent craindre le même sort. Une lettre d'Esnue-Lavallée du 26 pluviôse indique : « Ne soyez pas étonnés, que la privation de ce citoyen ne ralentisse pas votre zèle; continuez de faire trembler et de frapper les malveillans : votre nombre de Trois est suffisant ». 
Arrêté en même temps que René Pannard, comme celui-ci il refuse dédaigneusement toute explication sur sa conduite au sein de la commission comme lui aussi, il est remis en liberté lors de l'amnistie générale. Il reprend alors pendant quelques années ses fonctions de notaire, et les exerce jusqu'à sa mort.
Les habitants vinrent de fort loin voir son cadavre pour s'assurer qu'il était réellement mort.

### Sources et bibliographie
- « Jean-François Marie », dans Alphonse-Victor Angot et Ferdinand Gaugain, Dictionnaire historique, topographique et biographique de la Mayenne, Laval, A. Goupil, 1900-1910 [détail des éditions] (BNF 34106789, présentation en ligne), t. IV, article Marie-Colinière, IV. 595, et Colinière.
- Abbé Angot, « Mémoires épistolaires », sur Gallica, Paris et Laval, A. Picard et A. Goupil, 1896 (consulté le 29 février 2016), p. 125.
- Isidore Boullier, Mémoires ecclésiastiques.
- Christine Peyrard, « Chapitre treizième. Les réactions thermidoriennes en l’an III », Les Jacobins de l'Ouest, 1996.